# Uswa
Die Uswa (russisch Усьва) ist ein rechter Nebenfluss der Tschussowaja in der russischen Region Perm.
Sie entspringt im Mittleren Ural. Von dort fließt sie ein kurzes Stück in nördlicher Richtung, wendet sich dann aber nach Westen. Sie fließt südlich in kurzer Entfernung am Schirokowskoje-Stausee vorbei. Schließlich mündet sie nach 266 km in der Stadt Tschussowoi in die Tschussowaja. 4 km oberhalb ihrer Mündung trifft ihr größter Nebenfluss, die Wilwa, von links auf die Uswa. Die Uswa hat ein Einzugsgebiet von 6170 km². Der mittlere Abfluss 87 km oberhalb der Mündung beträgt 30,8 m³/s. Zwischen November und Ende April ist die Uswa eisbedeckt. Die gleichnamige Siedlung Uswa liegt am Unterlauf des Flusses.